# إيمسموند
إيمسموند Eemsmond  بلدية هولندية تقع في الشمال الشرقي للبلاد بمقاطعة خرونينجن.

## طوبوغرافيا
خريطة طوبوغرافية هولندية لبلدية إيمسموند، يونيو 2015، (تقرأ بعد ثلاث نقرات على الخريطة)

## أعلام
- يان بوتز